# Auld Robin Gray
Auld Robin Gray è un cortometraggio muto del 1910 diretto da Laurence Trimble. La sceneggiatura, tratta da una poesia, è firmata da Van Dyke Brooke. La protagonista femminile era Florence Turner.

## Produzione
Il film fu prodotto dalla Vitagraph Company of America.

## Distribuzione
Distribuito dalla General Film Company, il film - un cortometraggio di una bobina - uscì nelle sale cinematografiche statunitensi il 18 ottobre 1910.